# 長野県道375号大豆島東和田線

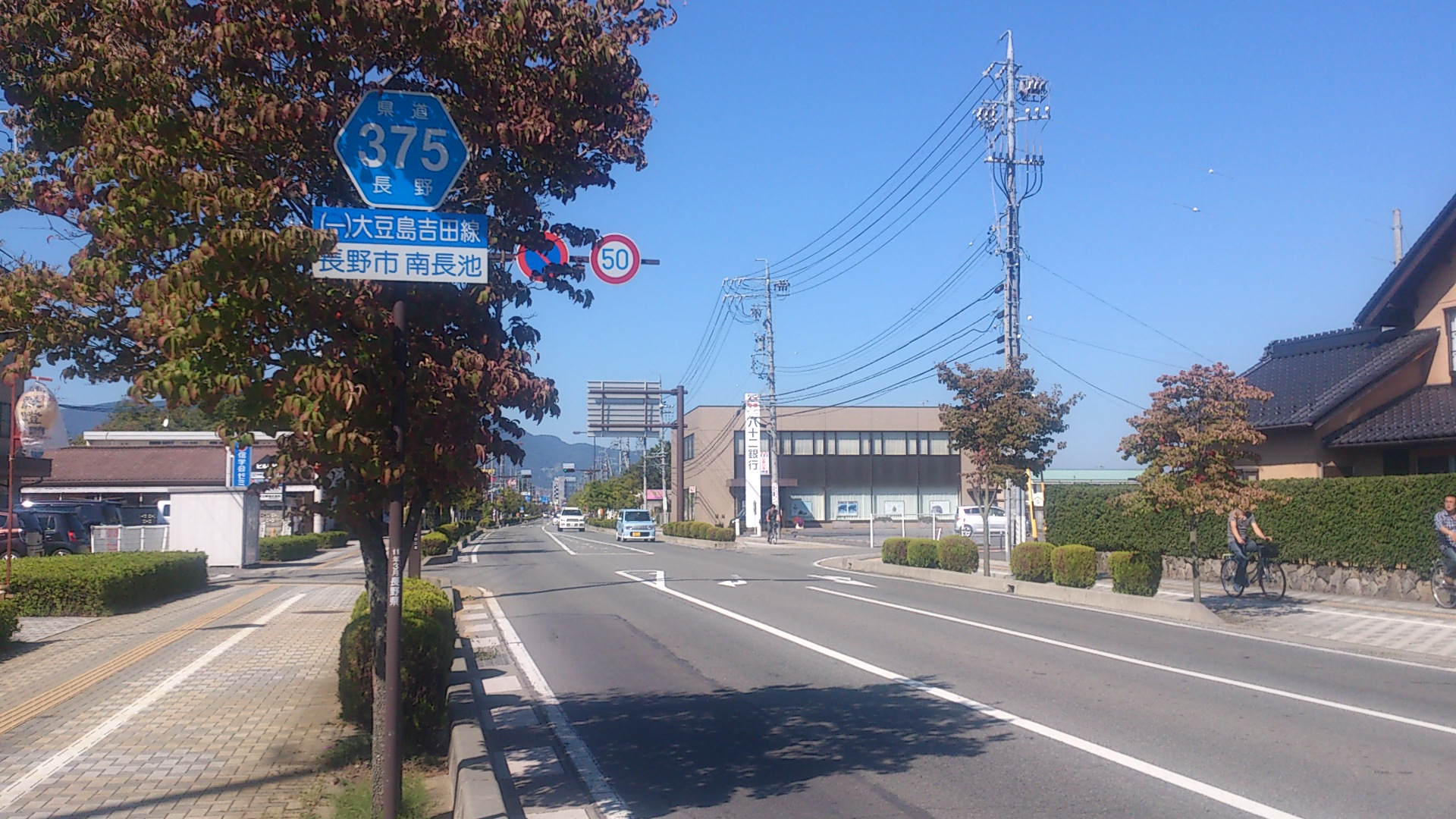
南長池交差点付近（長野市南長池）

長野県道375号大豆島東和田線（ながのけんどう375ごう まめじまひがしわだせん）は、長野県長野市を走る一般県道。
2021年（令和3年）まで大豆島吉田線（まめじまよしだせん）という名称であったが、路線の短縮とともに改名された（後述）。

## 概要
起点の大豆島小学校前から南長池交差点までは、大豆島・風間の集落内を抜ける。この区間は一応ほぼ全線が2車線であるとはいえ、歩道がなくカーブも多い上、長野市東部工業団地などへ向かう大型車が頻繁に行き交っており、歩行者にとっては危険な区間である。
南長池交差点より先はかなり広い幅の歩道が整備された快適な道が国道18号まで続くが、近隣では少ない南北方向の道路に集まる車に車道2車線では足りず、運動公園南入口交差点を先頭にした渋滞が頻発する。

### 路線データ
- 起点：長野市大豆島（大豆島小学校入口交差点＝長野県道34号長野菅平線交点）
- 終点：長野市東和田（運動公園南入口交差点＝国道18号交点）
- 延長：3.2km
- 幅員：1車線（起点〜長野市風間地籍） / 2車線（長野市風間地籍〜運動公園南入口交差点）

## 歴史
- 2021年（令和3年）

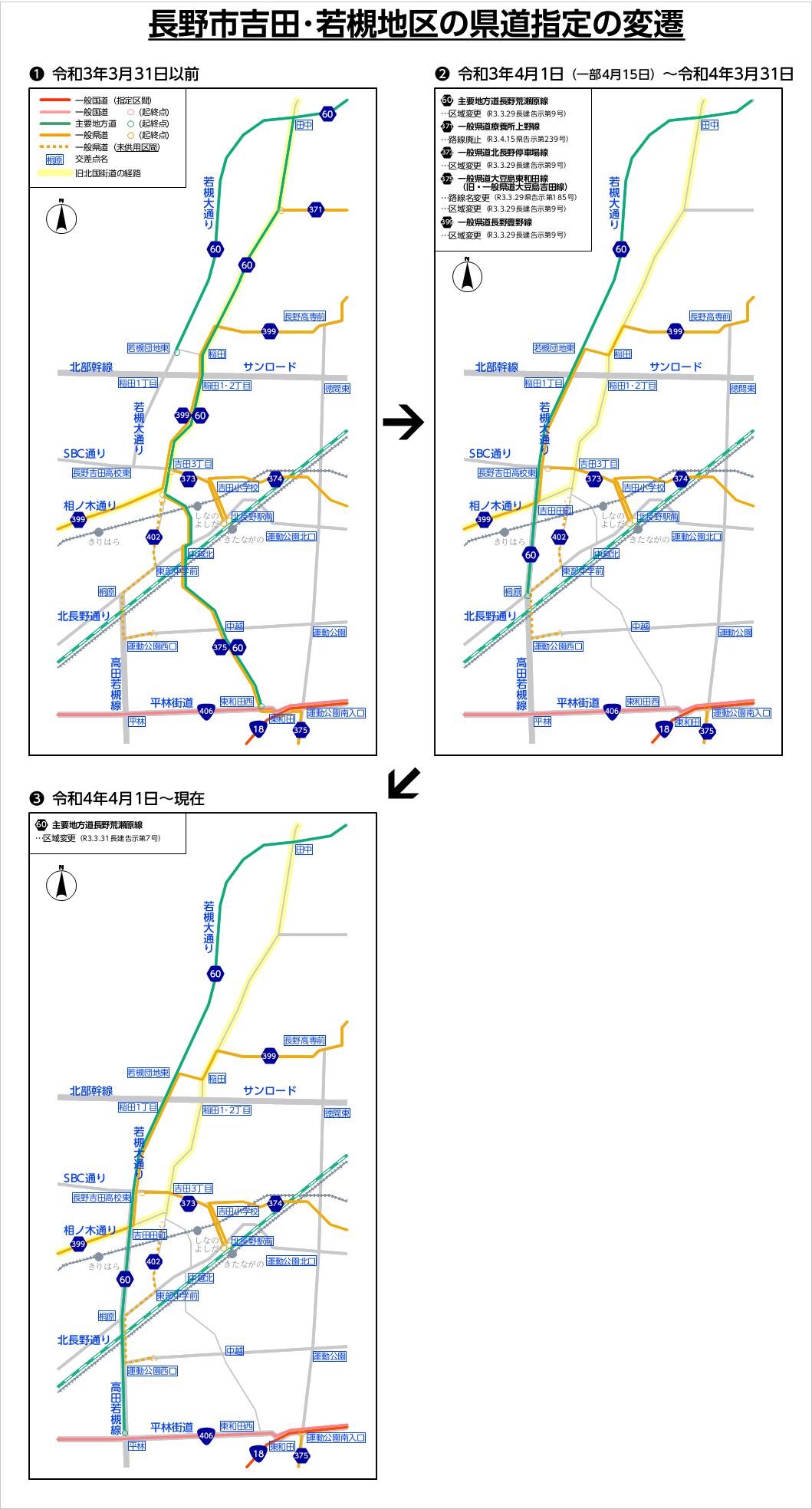
長野市吉田・若槻地区の県道指定の変遷

  - 3月29日 - 大豆島吉田線から大豆島東和田線に改称のうえ、終点を長野市吉田三丁目から同市東和田に変更[1]。
  - 4月1日 - 区域変更。高田若槻線開通に伴う長野県道60号長野荒瀬原線の区域変更にあわせ、運動公園南入口交差点 - 長野市吉田三丁目地籍（概ね長野県道60号長野荒瀬原線との重複区間）が区域から外れる[2]。

## 交差・接続する道路
- 大豆島小学校入口交差点（長野市大豆島＝起点）
  - 長野県道34号長野菅平線
- 南長池交差点（長野市南長池）
  - 長野県道58号長野須坂インター線（エムウェーブ大通り）
- 運動公園南入口交差点（長野市東和田＝終点）
  - 国道18号（長野バイパス）

↓ 長野市道（東豊線）

## 沿道

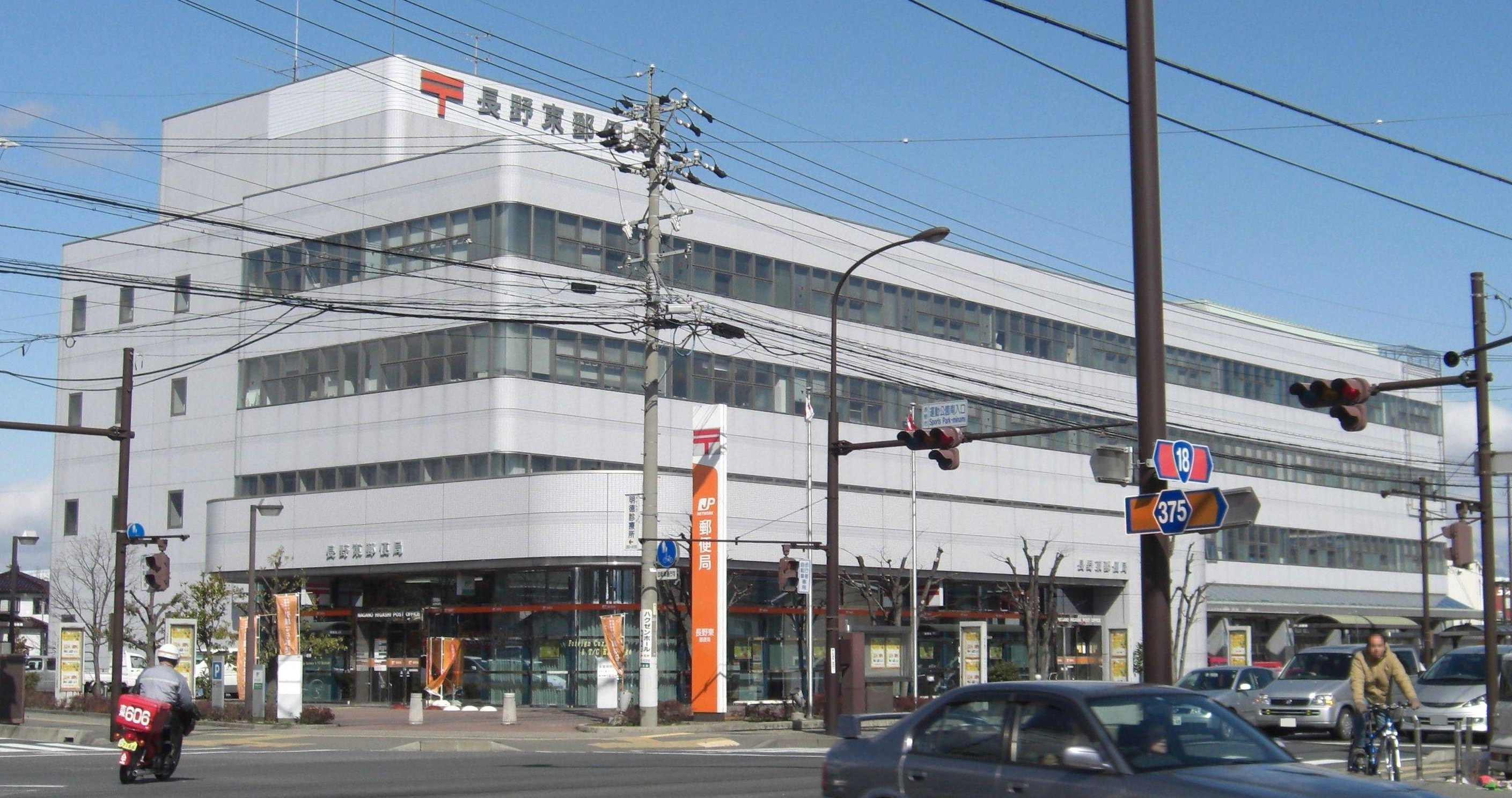
運動公園南入口交差点と長野東郵便局

- 長野市立大豆島小学校
- 大豆島公園
- 長野市立三陽中学校
- 長野中央警察署 和田交番
- 長野東郵便局